# Karolina Kułakowska
Karolina Kułakowska (ur. 17 listopada 1985) – polska poetka, prozaiczka i malarka.

## Życiorys
Absolwentka Wydziału Artystycznego Uniwersytetu Śląskiego w Cieszynie (dyplom z malarstwa w 2011). Zwyciężczyni wielu ogólnopolskich konkursów poetyckich. Laureatka Nagrody Poetyckiej im. Kazimiery Iłłakowiczówny w 2013 roku za najlepszy debiut poetycki roku oraz nominowana w Ogólnopolskim Konkursie Literackim „Złoty Środek Poezji” w 2014 roku na najlepszy poetycki debiut roku 2013 za tom Puste muzea. W 2021 roku ukazał się jej debiut prozą – Dziki marzyciel. Opowieść o Oskarze Kokoschce, beletryzowana biografia austriackiego malarza Oskara Kokoschki. Mieszka w Rachowicach.

## Poezja
- Sztaluga w oknie (2007) – arkusz poetycki
- Puste muzea (Zaułek Wydawniczy Pomyłka, Szczecin 2013)
- Drugie cesarstwo (Wydawnictwo eFKA Fundacja na Rzecz Kultury Akademickiej, Poznań 2017)
- Ascendent (Wydawnictwo Biblioteki Śląskiej, Katowice 2023)

## Proza
- Dziki marzyciel. Opowieść o Oskarze Kokoschce (K.I.T. Stowarzyszenie Żywych Poetów, Brzeg 2021)